# Giacomo Chiodo
Giacomo Chiodo, auch Iacopo Chiodo (* 11. November 1759 in Venedig; † 12. Januar 1842) war ein italienischer Archivar. Von 1817 bis 1840 war er der erste Direktor des auf seine Initiative zurückgehenden Staatsarchivs Venedig.

## Herkunft, Eintritt in den Jesuitenorden
In Venedig wurde Chiodo Iacopo genannt, während er selbst die Form Giacomo vorzog. Iacopo wurde in eine Familie geboren, die seit dem 17. Jahrhundert in Venedig lebte und zu den Veneti cittadini originarij zählte, wie Girolamo Dandolo in seiner caduta della repubblica di Venezia ed i suoi ultimi cinquant' anni von 1855 berichtet. Demnach begann er als Kind bei einem Priester zu lernen und trat später dem Jesuitenorden bei. Dabei kam ihm zustatten, dass seine Familie gute Kontakte zu bedeutenden Familien hatte, wie den „Zen, da Riva, Memmo, Bragadin“. 

## Magistrat für die Kompilation der Gesetze (1779–1797), Archivar (ab 1788)
1779 trat Chiodo mit gerade einmal 20 Jahren in den magistrato della compilazione delle leggi unter Leitung von Cesare Conti ein, das Gremium, das für die Zusammenfassung der noch gültigen Gesetze und der dazugehörigen Archivalien zuständig war. Ab 1788 Archivar, arbeitete er zunächst beim Archivleiter Carlo Antonio Marin in der Scuola di San Teodoro, wo er auch das Ende der Republik Venedig im Jahr 1797 erlebte. 

## Französische Herrschaft, Rückkehr nach Venedig (1798), Gesetzesarchiv
Chiodo, der mit den politischen Umwälzungen, die die Herrschaft Napoleons in der Stadt bewirkte, war damit nicht einverstanden, und er zog sich in die Villa di Sabbionera sul Piave zurück. Erst im Januar 1798 erschien er erstmals wieder in Venedig. 
Die Franzosen restituierten seinen Besitz und er wurde zum Coordinatore degli Atti Veneti legislativi ernannt. Er beschloss, die Archivalien zu ordnen, zu sammeln, zu annotieren. So entstand das Archivio della collezione delle leggi, ein Archiv zur Sammlung der Gesetzestexte. 
1803 erhielt Chiodo den Auftrag eine „collezione per materie di tutte le leggi, decreti, terminazioni disciplinari e di massima della cessata repubblica“ zusammenzustellen, was bedeutete, dass er alle Gesetze, Dekrete und Ausführungsbestimmungen ordnen und aufführen sollte. Auch wenn Paris und Wien 1804 und 1805 diesen Auftrag bestätigten, so führte er doch erst sehr viel später zu Resultaten. Da Napoleon zahlreiche geistliche Institutionen auflösen ließ, wurden deren Archivalien in neue Baulichkeiten, die acquiriert wurden, überführt. 

## Plan eines zentralen Archivs
Als 1806 Venedig zum Königreich Italien geschlagen wurde, stieg Chiodo zum Coadjutore al Veneto Archivio auf. 
Die venezianischen Archivalien waren in der Zeit Napoleons, der 1797 Venedig besetzen ließ, vorausgesetzt sie wurden nicht auf Napoleons Befehl nach Paris, später nach Wien gebracht, auf drei Stellen verteilt. Die staatlichen Bestände der Zeit bis 1797 befanden sich seit Jahrhunderten im Dogenpalast, in den Prokuratien oder in den Institutionen an der Rialtobrücke, die überwiegend mit Handels- und Finanzfragen befasst waren. Die Akten der politischen Organe befanden sich inzwischen in der Scuola grande di S. Teodoro. Die Gerichtsakten schließlich lagen in San Zanipolo, während sich die Wirtschaftsakten, insbesondere die der Finanzbehörden, in einem Palazzo bei San Provolo befanden. Die Notariatsakten befanden sich zunächst bei Rialto, wurden jedoch mehrfach verlagert.
Chiodo versuchte während der Zeit des Wechsels zwischen französischer und österreichischer Herrschaft die Einrichtung eines zentralen Archivs voranzutreiben. Diesem Vorhaben stimmten sowohl Wien als auch Paris zu, doch dauerte es noch lange, bis es dazu kam. Am 20. April 1815 starb Chiodos Vorgesetzter und Freund Carlo Antonio Marin, bekannt als Verfasser einer achtbändigen Storia civile e politica del commercio de' veniziani, die zwischen 1798 und 1808 publiziert worden war. Marin war ebenso von der Idee eines zentralen Archivs begeistert gewesen, wie Chiodo. Dieser wurde im seit 1814 wieder von Österreichern besetzten Venedig Marins Nachfolger.

## Einrichtung des Staatsarchivs unter den Österreichern (1817)
Nach der Niederlage Napoleons und dem Wiener Kongress von 1815 kam Venedig endgültig wieder an Österreich, und noch im selben Jahr fiel der endgültige Beschluss, ein Archiv einzurichten, das Chiodos Vorstellungen nahekam. Dabei sollten die Archivalien einfach ins laufende Archiv der Österreicher übergehen, doch Chiodo gelang es, dies zu verhindern. Dementsprechend entstand das neue Archiv getrennt von der österreichischen Administration ab 1817 unter dem Namen Archivio generale veneto. Sein erster Direktor wurde Chiodo selbst, der statt des Titels archivista den eines direttore erhielt. Gleichzeitig wurde sein Jahresgehalt von 1200 auf 1500 Fiorini erhöht. Später erhielt er verschiedene Auszeichnungen und den Titel Kaiserlicher Rat (dazu weitere 300 Fiorini).
Zunächst sah er sich der gewaltigen Aufgabe gegenüber, die Archivalien der Republik geordnet und sicher an den auf kaiserlichen Befehl von ihm selbst gewählten neuen Standort in der Franziskanerkirche im Sestiere San Polo zu überführen. Zwischen 1817 und 1822 wurden die staatlichen Akten aus der Zeit der Republik Venedig dorthin verbracht, beginnend mit den Beständen aus San Teodoro. Hinzu kamen weitere Bestände, denn zwischen 1797 und 1866 befanden sich französische und österreichische Behörden in der Stadt, deren Bestände nun gleichfalls in das Staatsarchiv übergingen. Chiodo entwarf ein Ordnungssystem nach Sachgesichtspunkten.
Dabei waren diese Archivalien keineswegs frei zugänglich. So mussten 1825 noch Emmanuele Antonio Cicogna und 1829 Leopold von Ranke beim Kaiser in Wien um Erlaubnis fragen. Gleichzeitig wanderten weiterhin Dokumente und ganze Bestände nach Wien oder Mailand, das gleichfalls zu Österreich gehörte. So waren schon 1805 volle 44 Kisten zunächst über die Alpen verschleppt worden, um dann 1815 nach Mailand gebracht zu werden. Sie wurden erst 1837 und 1842 nach komplizierten Verhandlungen wieder nach Venedig gebracht. Der diplomatische Streit um die Bestände hielt noch lange an. Aufgrund dieser politischen Verhältnisse veröffentlichten Gottlieb Lukas Friedrich Tafel und Georg Martin Thomas die Urkunden zur älteren Handels- und Staatsgeschichte der Republik Venedig 1856 in der Reihe Fontes rerum Austriacarum, in der auch venezianische Finalrelazionen des 17. Jahrhunderts ediert wurden.